# Rheotanytarsus amamiflavus
Rheotanytarsus amamiflavus är en tvåvingeart som beskrevs av Sasa 1991. Rheotanytarsus amamiflavus ingår i släktet Rheotanytarsus och familjen fjädermyggor. Inga underarter finns listade i Catalogue of Life.